# Перо Гарсия Бургалес
Пе́ро Гарси́я Бургале́с (гал.-порт. Pero Garcia Burgales и порт. Pero Garcia Burgalês соответствует современному исп. Pedro García Burgalés) — кастильский трубадур или жонглёр XIII века, уроженец Бургоса, один из наиболее плодотворных средневековых поэтов Кастилии, о чём свидетельствуют сохранившиеся 53 кантиги автора на галисийско-португальском языке, относящиеся к трубадурской школе Пиренейского полуострова.

## Биография
Основываясь на имени трубадура, с определённой уверенностью исследователи полагают, что Перо Гарсия родился в Бургосе — на это указывает фамилия Бургалес. Из кантиг поэта следует, что Перо Гарсия принадлежал к трубадурам так называемого «альфонсийского периода», пребывая при дворе сначала инфанта, а затем и короля Кастилии и Леона Альфонсо X Мудрого. С 2005 года, благодаря вновь опубликованным данным, период творческой активности трубадура (или жонглёра) может быть отнесён к рамкам между 1238 и 1264 годами, когда он получил земли в Валенсии и Хересе, соответственно.

## Творчество
Из всех галисийско-португальских трубадуров, исключая королей (Альфонсо X Мудрого, Диниша I) и Жуана Гарсию де Гильяде, именно Перо Гарсия оставил нам наибольшее количество кантиг. Дошедшее до наших дней творческое наследие поэта состоит из 53 песен с большим преобладанием кантиг о любви:
- 30 кантиг о любви (порт. cantiga de amor)
- 2 кантиги о друге (порт. cantiga de amigo)
- 15 кантиг насмешки и злословия (порт. cantiga de escárnio e maldizer)
- 1 тенсона с жонглёром Лоуренсу
- 1 тенсона о любви (порт. tenção de amor)
- 4 песни неопределённого жанра[1].

Музыкальная нотация к песням не сохранилась. Среди авторов «Песенника Ажуда» Перо Гарсия Бургалес занимает первое место по количеству представленных кантиг о любви, которых у него в сборнике насчитывается 29. Остальные произведения поэта сохранились в «Песеннике Национальной библиотеки» (или «Колоччи-Бранкути») и «Ватиканском песеннике» (Cancioneiro de Vaticana).
В то время как исследователи не могут с полной уверенностью отнести Бургалеса ни к трубадурам, ни к жонглёрам, то нет никаких сомнений в том, что поэт сочинял свои песни при дворе кастильского короля  Альфонсо X. На это явно указывает его кантига насмешки и злословия Maria Balteira, porque jogades (B 1374, V 982), направленная против весьма известной галисийской солдадейры (soldadeira) Марии Перес Балтейры (Maria Peres Balteira), которой благоволил, не гнушаясь одаривать и чествовать, Альфонсо X. 
Авторство тенсоны Quero que julguedes, Pero Garcia (V 1034, C 1426) с жонглёром Лоуренсу ставится под некоторое сомнение. Но перу трубадура принадлежит один из редчайших образцов жанра тенсоны о любви — Senhor, eu quer'ora de vós saber (B 1383, V 991). Из сочинений поэтов иберийской трубадурской школы сохранилось только 3 песни этого жанра на галисийско-португальском языке — остальные тенсоны носят сатирический характер. В данном случае доподлинно неизвестен оппонент трубадура, которого автор не называет по имени, используя только обращение «сеньор» (Senhor). Антониу Резенде де Оливейра (António Resende de Oliveira) предполагал, что под анонимным «сеньором» вполне мог подразумеваться инфант Альфонсо, ставший впоследствии королём Кастилии и Леона Альфонс X Мудрый, исходя из чего создание тенсоны может датироваться до 1348 года.
В двух взаимосвязанных по теме кантигах о друге тонко отражено психологическое состояние девушки в пору охлаждения чувств к ней её друга: обида и раздражение на ложь и обман возлюбленного, заставляющие её пойти на окончательный разрыв отношений с ним. В первой песне Ai madre, bem vos digo (B 649, V 250, C 649) девушка жалуется матери, что злится не столь за то, что любимый покидает её, сколь за то, что он обманул, не выполнив обещание и, сказав, что придёт на свидание в назначенное место, отправился совсем в другую сторону.
В следующей песне «Я вас не помню, мой друг» 
(Nom vos nembra, meu amigo B 650, V 251) девушка встречается с возлюбленным, упрекает его в доставившей ей страдания лжи: теперь же она отказывается с ним разговаривать и знать его не желает.
Относительно художественной ценности 53 песен Бургалеса Каролина Михаэлиш де Вашконселуш (Carolina Michaëlis de Vasconcelos) писала, что его сатиры не менее грубы, чем кантиги насмешки и злословия остальных иберийских псевдо-Марциалов Средних веков. В противоположность им, среди кантиг о любви исследовательница считала должным выделить Que muit'há já que a terra non vi (A 103, B 211) и Mentre non soube por min mia senhor (A 110, B 219) не потому, что оставивший свои пометки на полях «Песенника Ажуда» читатель XIV века оценил их как «хорошие кантиги» (cantigas boas), и не за искромётность их вязкого и гармонического языка, но прежде всего за раскрытие столь истинного потрясения, когда даже условности жанра не в силах хоть как-нибудь заглушить оригинальность его мышления и живого чувства.
Е. Г. Голубева оценивала поэтический дар трубадура следующими словами: «Сатирические песни этого самобытного поэта отличаются грубой выразительностью языка, а его „песни о любви“ — виртуозностью формы и оригинальностью образов». На русский язык переведено 2 песни Бургалеса: «Увы мне, бедному, увы!..» в переводе Е. В. Витковского (Лузитанская лира. 1986) и Ai eu coitad'! e por que vi (A 87, B 191) — «О, я злосчастный, и зачем узрел» в переводе Н. Л. Сухачёва.